# Birds of a Feather (film 1917)
Birds of a Feather è un cortometraggio muto del 1917 prodotto da Hal Roach. Il nome del regista non viene riportato nei credit. Interpretato da Harold Lloyd, il film fa parte della serie di comiche che avevano come protagonista il personaggio di Lonesome Luke.

## Trama
Luke guadagna un milione di dollari e diventa membro dell'alta società.

## Produzione
Il film fu prodotto da Hal Roach per la Rolin Films. Venne girato dal 26 marzo al 7 aprile 1917.

## Distribuzione
Distribuito dalla Pathé Exchange, il film - un cortometraggio in due bobine - uscì nelle sale cinematografiche USA il 7 ottobre 1917.